# 愛媛朝日電視台
愛媛朝日電視台（日语：／ Ehime Asahi Terebi */?）是日本的一家以愛媛縣為放送地區的電視台。簡稱eat（ehime asahi tv）。開播于1995年4月1日。總部位于愛媛縣松山市和泉北一丁目14番11号。愛媛朝日電視台的電視識別呼號為JOEY-DTV，遙控器號碼是5頻道，為朝日電視台系列聯播網ANN的成員。2019年，愛媛朝日電視台在開播後首次獲得愛媛地區晚間時段收視率冠軍。至2021財年，愛媛朝日電視台連續三年維持這一榮譽。

## 新聞
- 晚間新聞：《超級J頻道 愛媛》（スーパーJチャンネルえひめ）星期一、星期四 16:48-18:55，星期二、星期三、星期五 16:48-19:00（部分時間聯播《超級J頻道》）

## 外部連結
- eat愛媛朝日電視台 （页面存档备份，存于）
- eat愛媛朝日電視台的X（前Twitter）
- YouTube上的愛媛朝日電視台頻道
- 愛媛朝日電視台的Facebook專頁
- 愛媛朝日電視台的Instagram帳戶

33°49′27.6″N 132°45′31.2″E / 33.824333°N 132.758667°E